# 黎巴嫩官方二十强榜
黎巴嫩官方二十强榜（英語：The Official Lebanese Top 20）是黎巴嫩的电台排行榜，由創始人尚·薩德（John Saad）於2011年創立，榜單由益普索根據黎巴嫩人的音樂消費習慣製作，榜單會列出當周最受歡迎的本地與海外歌曲。

## 外部連結
- 官方网站